# Gallipoli (filme de 2005)
Gallipoli é um filme de 2005 realizado pelo cineasta turco Tolga Örnek. É um documentário sobre a desastrosa Campanha de Galípoli, narrado por ambos os lados, os turcos de um lado e os soldados britânicos e ANZACs (soldados da Austrália e Nova Zelândia), do outro lado.